# 加尔凡格
加尔凡格（法語：Galfingue，法語發音：[ɡalfɛ̃ɡ] ⓘ）是法国上莱茵省的一个市镇，属于米卢斯区。

## 地理
加尔凡格（47°42'19"N, 7°13'27"E）面积5.36 平方千米，位于法国大東部大區上莱茵省，该省份为法国东部内陆省份，是阿尔萨斯的一部分，今与下莱茵省组成了阿尔萨斯欧洲集体，其北临下莱茵省，西接孚日省，西南接贝尔福地区省，东侧沿莱茵河与德国相望，南与瑞士接壤。
与加尔凡格接壤的市镇（或旧市镇、城区）包括：艾姆斯布伦、巴尔什维莱尔、奥克斯塔、弗勒宁根、伊尔菲特、贝恩维莱尔。
加尔凡格的时区为UTC+01:00、UTC+02:00（夏令时）。

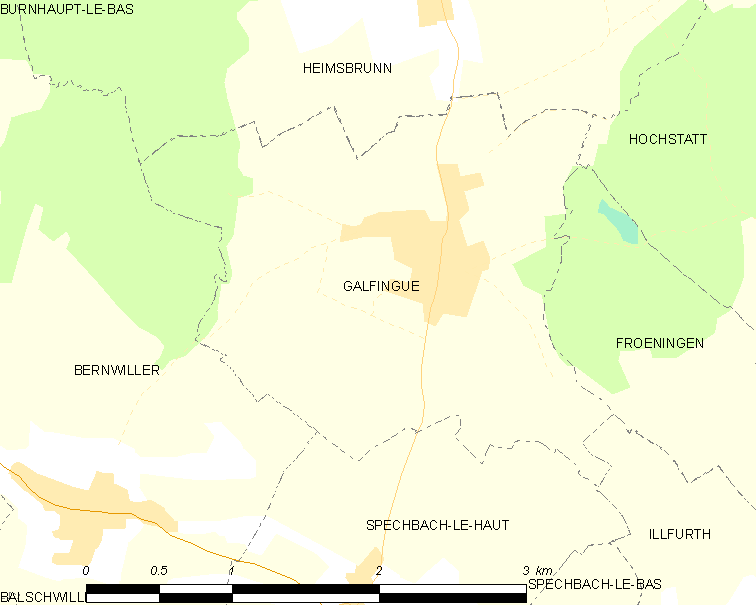
加尔凡格的OSM定位图

## 行政
加尔凡格的邮政编码为68990，INSEE市镇编码为68101。

## 政治
加尔凡格所属的省级选区为京格赛姆县。

## 人口

1962-2008年间加尔凡格人口变化图示

加尔凡格于2022年1月1日时的人口数量为806人。